# Live from Paris (album de Shakira)
Pour les articles homonymes, voir Live from Paris.
Albums de Shakira
Sale el Sol
(2010) Shakira
(2014)
Singles
1. Antes de las seis (clip)
Sortie : 24 octobre 2011
2. Je l'aime à mourir
Sortie : 15 novembre 2011

Live from Paris est le quatrième album live de l'artiste colombienne Shakira sorti le 2 décembre 2011. Il fut enregistré au Palais omnisports de Paris-Bercy les 13 et 14 juin 2011. Une captation vidéo a également été effectuée.

## Liste des titres (version DVD)
| No  | Titre                                                                                | Durée |
| --- | ------------------------------------------------------------------------------------ | ----- |
| 1.  | Pienso en ti                                                                         |       |
| 2.  | Why Wait (he)                                                                        |       |
| 3.  | Te dejo Madrid                                                                       |       |
| 4.  | Si te vas                                                                            |       |
| 5.  | Whenever, Wherever                                                                   |       |
| 6.  | Inevitable                                                                           |       |
| 7.  | Despedida (Medley)                                                                   |       |
| 8.  | Flamenco                                                                             |       |
| 9.  | Gypsy                                                                                |       |
| 10. | La Tortura                                                                           |       |
| 11. | Ciega, sordomuda                                                                     |       |
| 12. | Underneath Your Clothes                                                              |       |
| 13. | Gordita                                                                              |       |
| 14. | Sale el Sol                                                                          |       |
| 15. | Las de la intuición                                                                  |       |
| 16. | Loca                                                                                 |       |
| 17. | She Wolf                                                                             |       |
| 18. | Ojos así                                                                             |       |
| 19. | Antes de las seis                                                                    |       |
| 20. | Je l'aime à mourir / Lo Quiero a Morir                                               |       |
| 21. | Hips Don't Lie                                                                       |       |
| 22. | Waka Waka (This Time for Africa)                                                     |       |
| 23. | Final Credits (la chanson Rabiosa est diffusée en même temps, dans sa version album) |       |

## Liste des titres (version CD)
| No  | Titre                            | Durée |
| --- | -------------------------------- | ----- |
| 1.  | Pienso en ti                     |       |
| 2.  | Why Wait                         |       |
| 3.  | Te dejo Madrid                   |       |
| 4.  | Whenever, Wherever               |       |
| 5.  | Inevitable                       |       |
| 6.  | Nothing Else Matters / Despedida |       |
| 7.  | Gypsy                            |       |
| 8.  | La Tortura                       |       |
| 9.  | Ciega, sordomuda                 |       |
| 10. | Underneath Your Clothes          |       |
| 11. | Sale El Sol                      |       |
| 12. | Las de la intuición              |       |
| 13. | Loca                             |       |
| 14. | She Wolf                         |       |
| 15. | Ojos Así                         |       |
| 16. | Antes de las seis                |       |
| 17. | Je l'aime à mourir               |       |
| 18. | Hips Don't Lie                   |       |
| 19. | Waka Waka (This Time For Africa) |       |